# ロト (聖書)

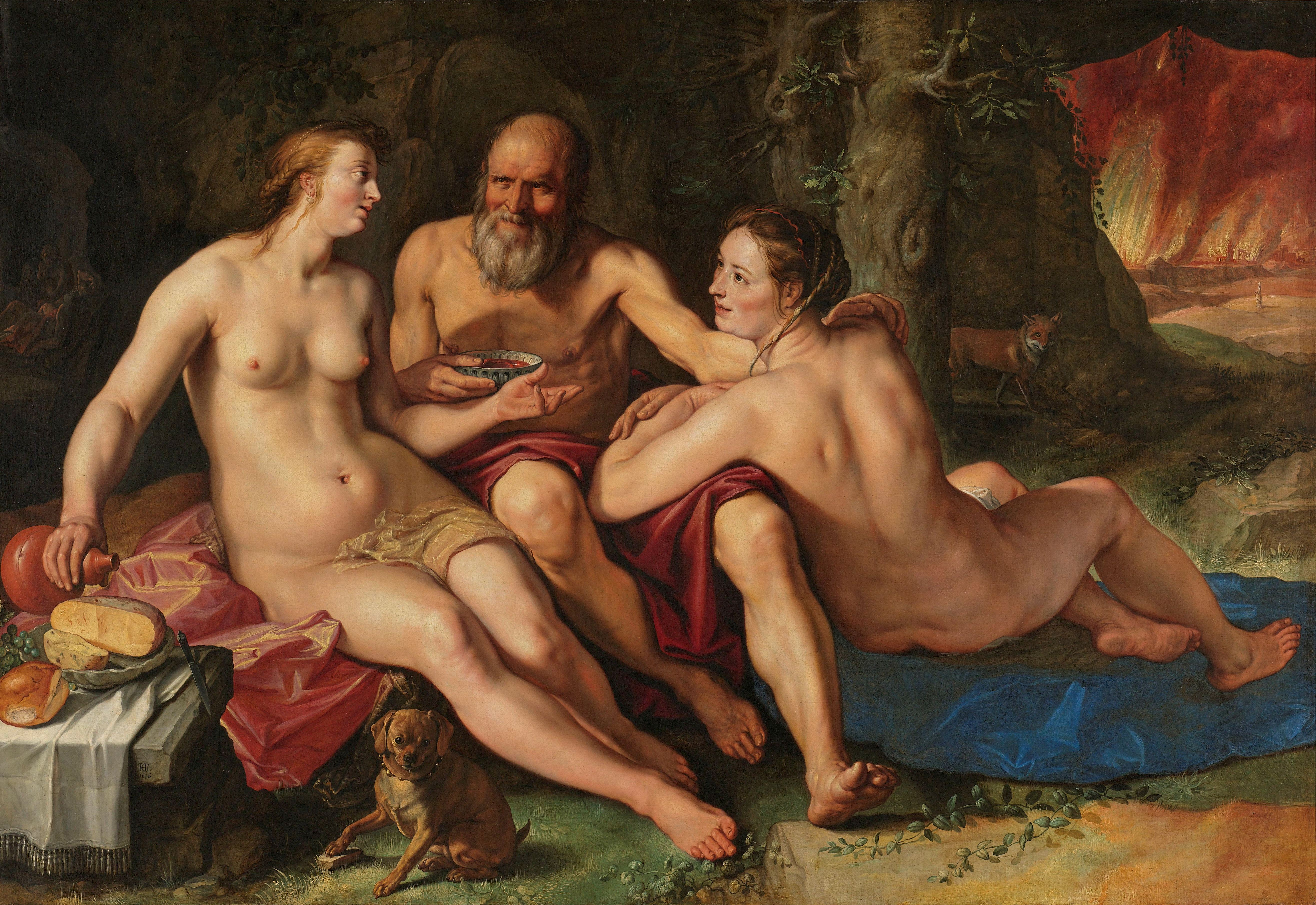
洞窟の中のロトと娘たち（ヘンドリック・ホルツィウス画）

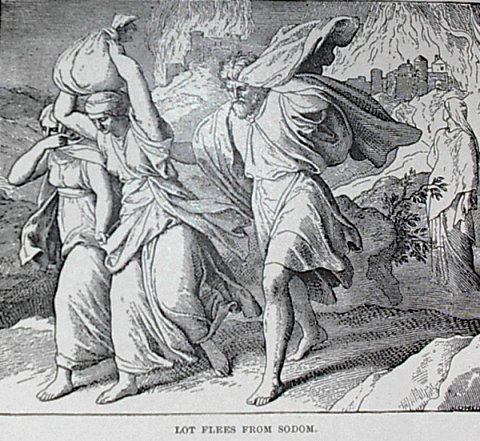
ソドムから脱出するロト

ロト（ヘブライ語: לוֹט、Lot）は、『旧約聖書』の登場人物である。『創世記』11章後半から14章、および19章に登場する。父はテラの息子ハランであり、ロトはアブラハムの甥にあたる。また、『新約聖書』では義人として紹介されている（『ペトロの手紙二』2:7-8）。イスラム教のクルアーンには同名異綴りのルート（アラビア語: لوط、Lut）として登場し、神の預言者のうちの一人であるとされる。

## 旧約聖書
アブラハムに伴って古代エジプトへ、そしてカナンへと旅をするが、アブラハムの牧夫とロトの牧夫との間に争いが起きたため、ロトは肥沃な土地である東方のヨルダン地域へと移動し後にソドムへと移住する。エラムの王ケドルラオメルによってソドムが略奪されると、ロトの家族は家財もろとも捕虜として連れて行かれるが、そのことを伝え聞いたアブラハムによって救出される。
後に、天使がソドムに派遣され、神がソドムとゴモラを滅ぼすことを決定したことをロトに伝える。この時ソドムの街の男性達から、性的暴行を受けそうになる。そこでロトは、夜が明ける前に妻と2人の娘を伴ってソドムを脱出し、近隣の都市ツォアル（ベラ）へと向かう。逃げる際に「後ろを振り返ってはいけない」と指示されていたが、妻は後ろを振り返ってしまい、「塩の柱」となってしまった。
その後、彼らは山中の洞窟に移住した。ロトは年老い、また当時のならわしにより娘たちのところにくる男性はいなかったため、娘たちは父を酔わせ近親相姦し、男子を1人ずつ生んだ。長女の子は「モアブ（父親より）」と名付けられモアブ人の祖となり、また、次女の子は「ベン・アミ（私の肉親の子）」と名付けられ後にアンモンの人々の祖となった。

## クルアーン
イスラム教では、ソドムの人々を諫めるために派遣された預言者とされる。旧約聖書と同様にソドムの住民は彼の言うことに耳を傾けず、都市は滅ぼされる。自身はソドムで生を受けたわけではないが、「ルートとその同胞」のような表現で彼らの「同胞」であるとされる。以後の行いと近親相姦の件は扱われていない。

## 後世
ロトがいた洞窟とされる場所は、東ローマ時代はキリスト教徒の巡礼地となり、教会が建造された。この教会の遺跡（アラビア語: دير عين 'أباطة UNGEGN式: Deir 'Ain 'Abata デイル・アイン・アバタ）が死海東南岸に残されており、その横にロトの洞窟とされるものが存在する。教会は現代のヨルダン王国カラク県に位置するが、カラク地域は歴史的には「モアブ」と呼ばれていた。洞窟で生まれたというモアブ人は鉄器時代には同地域に王国を築いていた。